# Remseder Wallfahrt

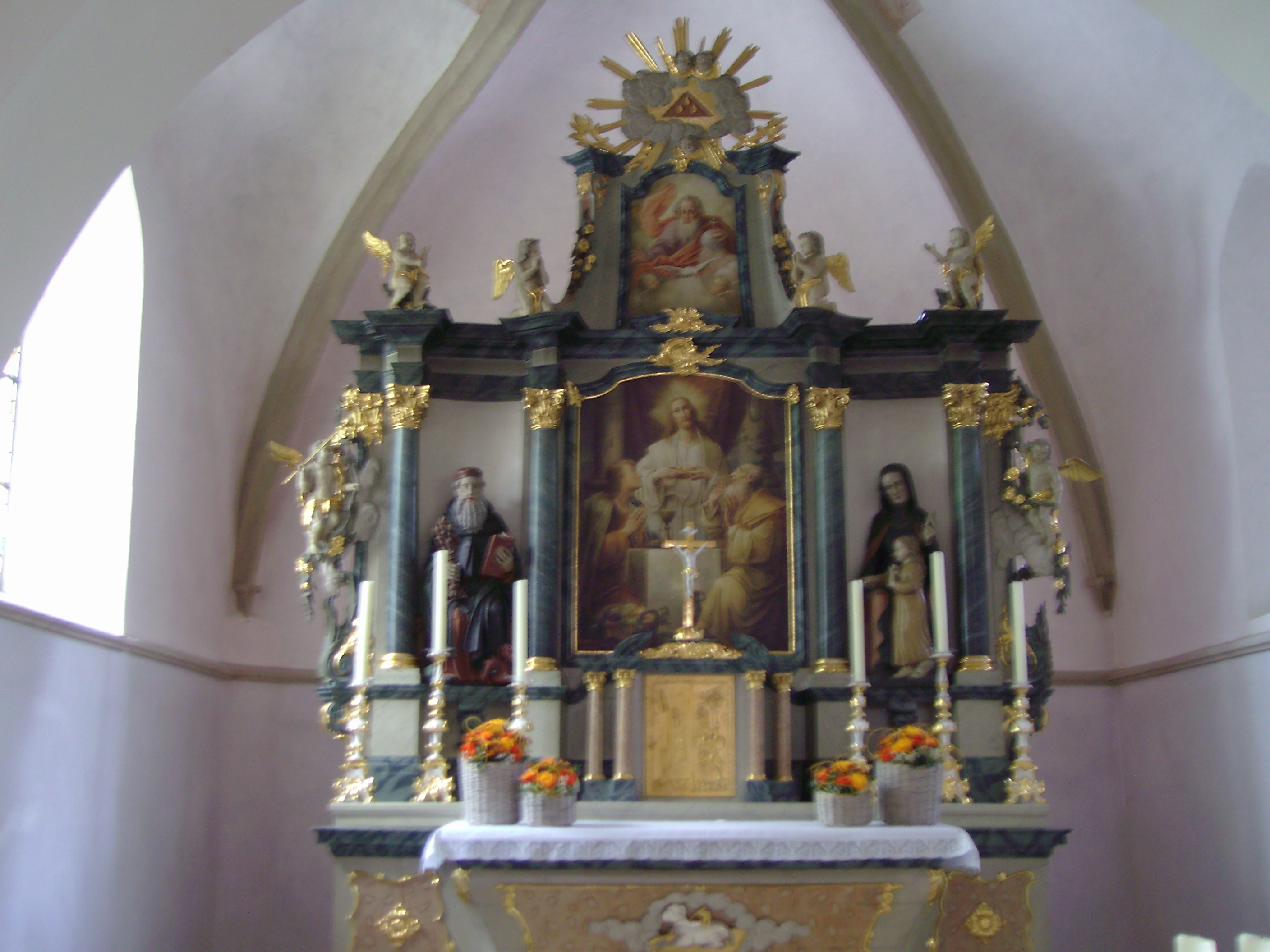
Der Hochaltar in Remsede mit der Statue der Hl Antonius links

Die Remseder Wallfahrt findet jährlich am zweiten Juli-Wochenende an der St.-Antonius-Kirche in Remsede statt. Die Pilger ziehen dann bis zur Bundesstraße 51, um sich der Telgter Wallfahrt anzuschließen.

## Geschichte
Die Wallfahrt zu St. Antonius nach Remsede hat ihren Ursprung wahrscheinlich in vorchristlicher Zeit. Es wird vermutet, dass sie auf germanische Volksfeste mit religiösen Charakter zurückgeht, die später vom Christentum umgeformt und so in christliche Zeiten übernommen wurden. Der Abt Maurus Rost notiert, dass in früheren Zeiten ein „festlicher Zug aus Frömmigkeit“ in Remsede stattgefunden habe, um Epidemien fernzuhalten. Bei der großen Pestepidemie des Mittelalters erlebte die Remseder Wallfahrt einen Aufschwung. Es wird berichtet, dass sich sogar Pilgerströme aus Köln in Remsede einfanden. 1504 erlaubte der Bischof von Münster und vormals von Osnabrück, Konrad IV., dass das Bildnis des Hl. Antonius von Remsede in einer Prozession durch die Pfarreien Hilter, Bad Laer, Glandorf und Glane getragen werden dürfe und gewährte den Pilgern hierfür einen Ablass von vierzig Tagen. Im Zuge der Reformation, die vor allem das Bistum Osnabrück zweiteilte, ließen die Wallfahrten nach Remsede nach. Um 1705 wird nur noch von einem Patronatsfest, welches vier Mal im Jahr stattfand, berichtet. Schließlich erlosch die Wallfahrt nach Remsede völlig.
Am 4. Juni 1991 engagierten sich einige Wallfahrer mit der Idee, die alte Wallfahrt nach und von Remsede neu zu beleben. Sie luden jedes Jahr die Kommunionkinder zur Wallfahrt ein. Daraus entwickelte sich in Remsede ein gemeinnütziger Verein, in dem 140 Familien des Ortes Mitglied geworden sind. So erstand die älteste Wallfahrt des Bistums Osnabrück wieder.